# Laurits Andersen Ring

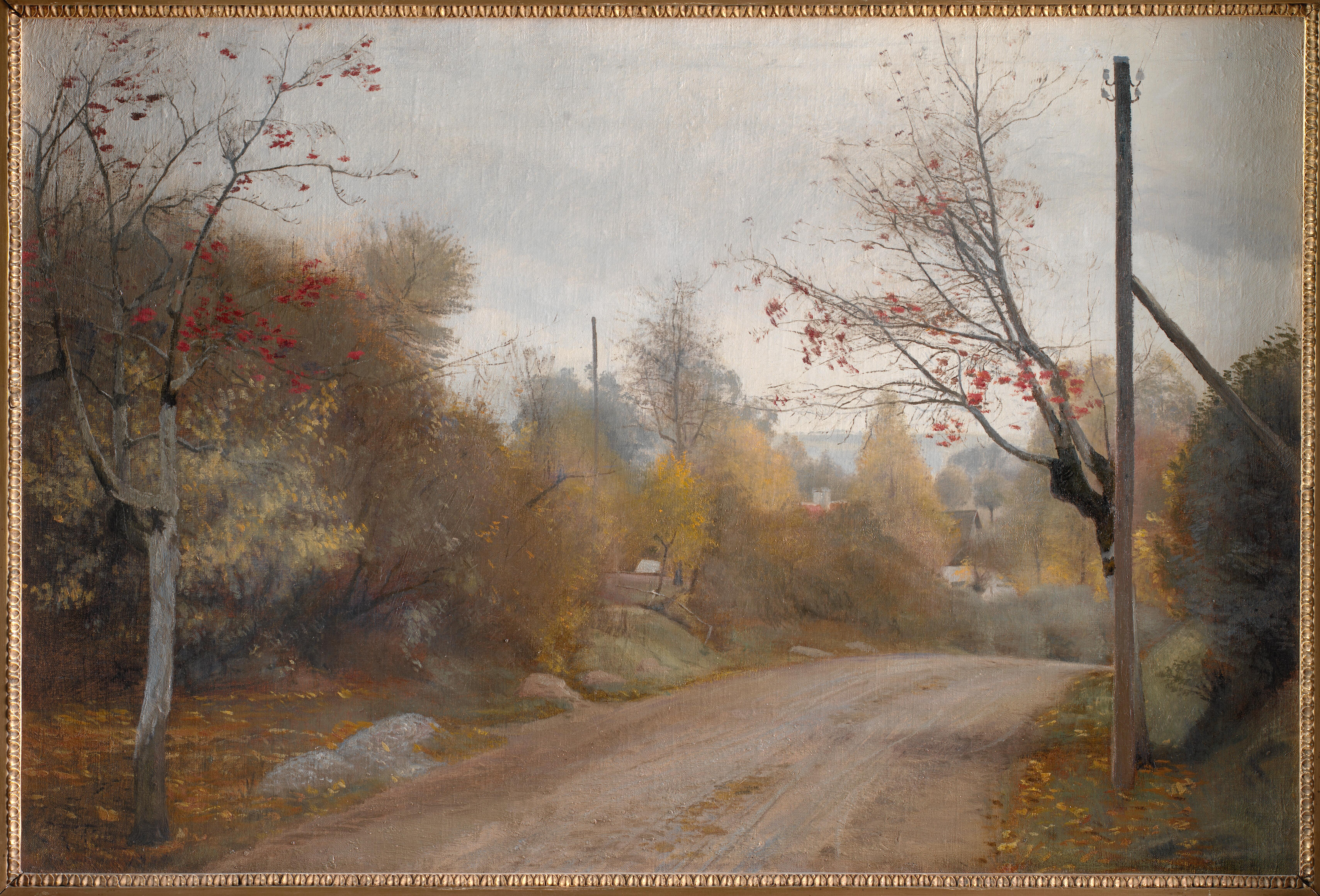
Camino cerca de Maagenstrup, de 1888.

Laurits Andersen Ring (n. en 1854 - f. en 1933) fue un pintor simbolista danés. Nació Laurits Andersen, hijo de un pequeño propietario y carpintero, en la localidad de Ring en Zealandia mericional. En 1881 tomó el nombre de su lugar de nacimiento, convirtiéndose en L. A. Ring.
Fue alumno de la Academia Real de Bellas Artes de Dinamarca de 1875 a 1877 y de 1884 a 1885. Viajó a París en 1889 y a Italia en los años 1890.
Fue un prolífico pintor de escenas rurales con elementos de la pintura romántica nacionalista de la vida popular. Entre sus influencias se encuentra Vilhelm Hammershøi. Exhibió sus obras en Charlottenborg, sin adherir a la Den Frie Udstilling en 1891.
Contrajo matrimonio con la también pintora Sigrid Kähler, de quien hizo una pintura con su retrato titulada:En la puerta del jardín. La esposa del artista